# L. Alan Prather
L. Alan Prather ( * 1965 - ) es un botánico profesor estadounidense; y profesor asociado de Biología Vegetal de la Michigan State University , y Director de su Herbario. Posee un doctorado de la Universidad de Texas, Austin.

## Algunas publicaciones
- Monfils, AK; LA Prather. 2004. The conserved nature and taxonomic utility of pollen grain morphology in Cantua. Grana
- Prather, LA; O Alvarez-Fuentes, MH Mayfield, CJ Ferguson. 2004. The decline of plant collecting in the United States: A threat to the infrastructure of biodiversity studies. Systematic Botany 29: 15-28
- Posto, AL; LA Prather. 2003. The evolutionary and taxonomic implications of RAPD data on the genetic relationships of Mimulus michiganensis (comb. et stat. nov.: Scrophulariaceae). Systematic Botany 28: 172-178
- Prather, LA; AK Monfils, AL Posto, RA Williams. 2002. Monophyly and phylogeny of Monarda (Lamiaceae): Implications of sequence data from the internal transcribed spacer (ITS) region of nuclear ribosomal DNA. Systematic Botany 27: 127-137
- Prather, LA; CJ Ferguson, RK Jansen. 2000. Polemoniaceae phylogeny and classification: Implications of sequence data from the chloroplast gene ndhF. Am. J. of Botany 87: 1300-1308

### Libros
- 1999. Systematic of Cobaea (Systematic Botany Monographs). Ed. American Society of Plant Taxonomists. ISBN 0-912861-57-6

- La abreviatura «Prather» se emplea para indicar a L. Alan Prather como autoridad en la descripción y clasificación científica de los vegetales.[1]